# (253412) Ráskaylea
(253412) Ráskaylea est un astéroïde de la ceinture principale.

## Description
(253412) Raskaylea est un astéroïde de la ceinture principale. Il fut découvert le 23 août 2003 à Piszkesteto par Krisztián Sárneczky et Brigitta Sipőcz. Il présente une orbite caractérisée par un demi-grand axe de 2,26 UA, une excentricité de 0,16 et une inclinaison de 4,9° par rapport à l'écliptique.

## Compléments